# NGC 7809
NGC 7809 (другие обозначения — PGC 158, MCG 0-1-19, ZWG 382.18, 3ZW 126) — галактика в созвездии Рыбы.
Этот объект входит в число перечисленных в оригинальной редакции «Нового общего каталога».